# De Havilland DH.37
Il de Havilland DH.37 fu un aereo da turismo monomotore, biplano biposto sviluppato dall'azienda aeronautica britannica de Havilland Aircraft Company nei primi anni venti.
Fu il primo velivolo commissionato da un privato ad una casa costruttrice.

## Storia del progetto
Il DH.37 venne commissionato e progettato da Alan Butler, un noto aviatore nonché direttore della Havilland. Venne richiesto un biplano biposto e il primo esemplare volò nel giugno 1922, mentre il secondo aereo fu pronto solo nel 1924 e successivamente venduto in Australia.
Il velivolo di Butler fu utilizzato massicciamente nei successivi cinque anni della sua costruzione e solo nel 1927 gli venne sostituito il motore con un ADC Nimbus, un 6 cilindri in linea raffreddato ad aria da 300 hp (224 kW), e l'aereo fu convertito in un velivolo da gara monoposto, rinominato D.H.37A. Tuttavia precipitò nel giugno dello stesso anno, mentre volava ancora con una configurazione biposto, causando la morte del passeggero e il ferimento del pilota.
Il DH.37 venduto in Australia ebbe una lunga vita operativa. Inizialmente utilizzato dal Controller of Civil Aviation, successivamente passò alla Guinea Gold Company, in Nuova Guinea dove divenne il primo aereo utilizzato da questa nazione. Precipitò nel Nuovo Galles del Sud nel marzo del 1932.

## Versioni
DH.37Versione iniziale. 2 esemplari costruiti.
DH.37AVersione monoposto da competizione.

## Utilizzatori
Regno Unito
- Alan Butler

 Australia
- Controller of Civil Aviation

 Papua Nuova Guinea
- Guinea Gold Company